# Mundo Femenino
Mundo Femenino (1921-1936) fue una revista feminista española, órgano de la Asociación Nacional de Mujeres Españolas, cuyo eslogan era “Paz universal, derechos y deberes, justicia”.

## Trayectoria
Benita Asas Manterola la dirigió hasta octubre de 1932 con una periodicidad mensual. Después de esta fecha, fue directora Julia Peguero que dio un giro conservador a la publicación, distanciándose de los gobiernos republicanos, especialmente a partir de 1934. En esta segunda época tenía una periodicidad bimensual. Era clave en la revista la sección de “Cultura”, que compartía espacio con entrevistas, biografías y reportajes variados; además de noticias del movimiento feminista y manifiestos, campañas y artículos doctrinales sobre los derechos civiles de la mujer. En su segunda época, acorde con su nuevo posicionamiento más conservador, incluyó una sección titulada “Reales femeninos”, con informaciones sobre belleza, moda, hogar y cocina. Los mensajes de la revista se dirigieron, en esta segunda época, hacia la moralización de las costumbres, la higiene de la ciudad o el prototipo de mujer bienhechora y apolítica.
Los primeros editoriales, de Asas, trataron sobre la historia feminista europea: el nacimiento del feminismo en España, la ejecución de Olympe de Gouges, la negación del voto en Francia en 1921, lo que se esperaba de la Revolución Rusa, entre los más destacados. Mundo Femenino, además, coordinó la recogida de firmas por la igualdad de derechos públicos y civiles depositadas en el Congreso. En octubre de 1931, aparecía en primera plana un retrato de Clara Campoamor haciendo ver la importancia que tenía para las mujeres la República. En el número de julio de 1934, se entrevistó a ocho mujeres conocidas sobre el papel de la mujer en la política, representando derechas e izquierdas: la escritora y diputada socialista, María Lejárraga, Julia Peguero, la abogada Clara Campoamor, las políticas conservadoras Pilar Velasco e  Isabel de la Torre, su antagonista Victoria Priego, la doctora Elisa Soriano,  y la escritora Halma Angélico.
Fueron redactoras y colaboradoras asociadas de la ANME, siendo una de las más destacadas, Halma Angélico.

Desapareció con el comienzo de la Guerra civil.